# Gaius Claudius Pulcher (Prätor 56 v. Chr.)
Gaius Claudius Pulcher war ein dem Patriziergeschlecht der Claudier entstammender Politiker der ausgehenden Römischen Republik. 56 v. Chr. bekleidete er das Amt eines Prätors.

## Leben
Gaius Claudius Pulcher war der zweite Sohn des Konsuls von 79 v. Chr., Appius Claudius Pulcher und der Caecilia Metella. Sein älterer Bruder hieß ebenso wie sein Vater Appius Claudius Pulcher und wurde 54 v. Chr. Konsul, sein jüngerer Bruder war der berüchtigte Volkstribun Publius Clodius Pulcher.
58 v. Chr. fungierte Gaius Claudius Pulcher als Legat des römischen Feldherrn Gaius Iulius Caesar. 56 v. Chr. wurde er zum Prätor gewählt und vereitelte zunächst zusammen mit seinem Bruder Clodius, dass der Redner Marcus Tullius Cicero die Gesetzestafel, auf der dessen Verbannungsdekret stand, vom Kapitol wegschaffte. Als Proprätor stand Claudius Pulcher von 55 bis 53 v. Chr. der Provinz Asia vor. Er beabsichtigte, sich als Kandidat für das Konsulat des Jahres 53 v. Chr. aufstellen zu lassen; da er indessen nicht aus Asia abreisen wollte, gab er seinen Plan wieder auf.
Marcus Servilius erhob gegen Claudius Pulcher Anklage wegen Erpressung, nachdem dieser aus seiner Provinz zurückgekehrt war. Claudius Pulcher bestach daraufhin Servilius, um die Klage zu Fall zu bringen. Dieser Umstand kam ans Tageslicht, als Claudius Pulchers jüngerer Sohn Appius 51 v. Chr. die Schmiergelder von Servilius zurückforderte. Trotz des Bestechungsversuchs dürfte Claudius Pulcher seiner Verurteilung nicht entgangen sein und könnte nach einer Vermutung des Althistorikers Friedrich Münzer womöglich noch 43 v. Chr. im Exil gelebt haben. Sein älterer Sohn Appius wurde 38 v. Chr. Konsul; sein jüngerer Sohn dürfte den Vornamen Appius erst nach der Adoption durch den Konsul von 54 v. Chr., Appius Claudius Pulcher, erhalten haben.